# Tomaree-Nationalpark
Der Tomaree-Nationalpark ist ein Nationalpark im Osten des australischen Bundesstaates New South Wales, ca. 150 Kilometer nordöstlich von Sydney und 50 Kilometer nordöstlich von Newcastle, in der Local Government Area Port Stephens.
Der Park liegt an der Küste der Tasman-See zwischen Fishermans Bay im Süden und Shoal Bay im Norden. Zwei wichtige Sehenswürdigkeiten sind Point Stephens Light, ein 1862 gebauter Leuchtturm, und der Geschützstand aus dem Zweiten Weltkrieg am Tomaree Head, der 1941 entstand.
Der Park um die Anna Bay, die Fingal Bay, die Shoal Bay und die Nelson Bay besteht aus felsigen Küstenabschnitten, Sandstränden und Heideland dahinter. Nur hier kann man das saure Vulkangestein Rhyodazit finden.